# 2013—2014年南太平洋熱帶氣旋季
2013－14年南太平洋熱帶氣旋季，泛指在2013年7月至2014年6月內的任何時間，於南太平洋所產生的熱帶氣旋。大部份於南太平洋的熱帶氣旋通常都會於11月至4月期間形成。
本條目的範圍僅侷限於赤道以南，東經160度以東的南太平洋水域。在南太平洋產生的熱帶氣旋是由斐济和新西兰命名，而美国聯合颱風警報中心會把在該地區的熱帶低氣壓的編號以P字母作結。
以下各熱帶氣旋資訊以熱帶氣旋存在期間的最強形態為準。

## 熱帶氣旋

### 強烈熱帶氣旋伊恩（Ian）
1月4日，斐濟氣象局升格07F為熱帶低氣壓。
1月5日00:00UTC，聯合颱風警報中心對該低壓系統發出熱帶氣旋形成警報（TCFA）。同日18:00UTC，聯合颱風警報中心把它升格為熱帶風暴，編號為07P。
1月6日，斐濟氣象局升格07F為一級熱帶氣旋，並命名為Ian（伊恩）。
1月8日，斐濟氣象局升格伊恩為二級熱帶氣旋。
1月9日00:00UTC，聯合颱風警報中心把伊恩的強度由60節直接調升至85節的二級熱帶氣旋級別。同日，斐濟氣象局直接升格伊恩為四級強烈熱帶氣旋。
1月10日00:00UTC，斐濟氣象局降格伊恩為三級強烈熱帶氣旋。同時，聯合颱風警報中心卻把伊恩的強度繼續調升至90節。06:00UTC，斐濟氣象局再度升格伊恩為四級強烈熱帶氣旋。12:00UTC左右，伊恩突然爆發性增強，中心密集雲團區在數小時內擴大，並變得十分渾圓、完整及對稱。斐濟氣象局在12:00UTC把伊恩升格為五級強烈熱帶氣旋，並在對南太平洋湯加區域的警報中表示，伊恩的最高陣風預計達到155節的「非常破壞性的颶風程度」（very destructive hurricane force）。聯合颱風警報中心則把伊恩的強度調升至105節的三級熱帶氣旋水平。18:00UTC，聯合颱風警報中心把伊恩升格為四級熱帶氣旋。21:00UTC，斐濟氣象局曾經短暫地把伊恩降格為四級強烈熱帶氣旋。
1月11日03:00UTC，斐濟氣象局把伊恩再次升格為五級強烈熱帶氣旋，並預料湯加區域會在未來短時間受到110節的強烈風力吹襲。
1月12日，斐濟氣象局降格伊恩為四級強烈熱帶氣旋。當日上午（國際時間），伊恩離開斐濟氣象局負責的監察區域，進入南緯25度以南的，由新西蘭氣象局負責的監察區域。12:00UTC，新西蘭氣象部門首次為伊恩發出報告，並把伊恩降格為三級強烈熱帶氣旋(80節)。同時，聯合颱風警報中心降格伊恩為三級熱帶氣旋。18:00UTC，聯合颱風警報中心直接降格伊恩為一級熱帶氣旋。
1月13日06:00UTC，新西蘭氣象局降格伊恩為二級熱帶氣旋。12:00UTC，聯合颱風警報中心降格伊恩為熱帶風暴。同日晚上（國際時間），新西蘭氣象局降格伊恩為一級熱帶氣旋。
1月14日06:00UTC，新西蘭氣象部局把伊恩降格為熱帶低氣壓。
1月15日06:00UTC，從新西蘭氣象局繪畫的天氣圖中顯示，伊恩的閉合低壓中心已經消失，伊恩正式完全消散。

### 熱帶氣旋朱恩（June）
1月13日，一熱帶擾動於南緯10度，東經160度的所羅門群島附近海面形成，斐濟氣象局給予編號08F。
1月15日，斐濟氣象局停止對08F發出報告。
1月16日晚上，08F重新進入東經160度以東、斐濟氣象局的監測範圍，斐濟氣象局於是重新對08F發出報告。
1月17日00:00UTC，斐濟氣象局升格08F為熱帶低氣壓。同時，聯合颱風警報中心對08F發出熱帶氣旋形成警報（TCFA）。06:00UTC，斐濟氣象局升格08F為一級熱帶氣旋，並命名為June（朱恩）。
1月18日18:00UTC，斐濟氣象局降格朱恩為熱帶低氣壓，並為它發出最後報告。同日晚上，朱恩離開斐濟氣象局的監測範圍，進入新西蘭氣象局的監測範圍。
1月19日00:00UTC，新西蘭氣象局開始為朱恩的低壓系統發出報告。同日06:00UTC，聯合颱風警報中心為朱恩發出最後報告。同日12:00UTC，新西蘭氣象局認為當時朱恩的低壓系統已變為副熱帶氣旋。
副熱帶氣旋朱恩在1月20日及1月21日從西北至東南橫過新西蘭北島遠北區，並為整個北島及南島北部帶來烈風及數十毫米的雨量。
1月22日，朱恩完全離開新西蘭北島，移入新西蘭東南的南太平洋海域。同日12:00UTC，新西蘭氣象局不再提及朱恩的名字，因為朱恩當時已完全轉化為溫帶氣旋。

### 熱帶氣旋埃德娜（Edna）
2月4日，熱帶氣旋埃德娜（Edna）越過東經160度，由澳洲地區海域進入斐濟氣象局負責的南太平洋海域，當時斐濟氣象局定性埃德娜為一級熱帶氣旋。
2月5日00:00UTC，斐濟氣象局升格埃德娜為二級熱帶氣旋。同日隨後時間，埃德娜開始減弱，斐濟氣象局在12:00UTC降格埃德娜為一級熱帶氣旋。
同日下午（國際時間），埃德娜移入南緯25度以南，由新西蘭氣象局負責的南太平洋海域，當時新西蘭氣象局定性埃德娜為一級熱帶氣旋。到了18:00UTC，新西蘭氣象局降格埃德娜為熱帶低氣壓。
2月7日凌晨（國際時間），埃德娜的低壓系統被南方一個溫帶氣旋吸收，埃德娜正式消散。

### 熱帶氣旋科菲（Kofi）
2月25日, 斐濟氣象局升格一個位於南緯18度, 東經175度, 剛好於熱帶低氣壓14F以南的南太平洋海面上的低壓系統為熱帶低氣壓，並給予編號15F。
2月27日06:00UTC, 聯合颱風警報中心把15F升格為熱帶風暴, 並編號為16P。
3月1日00:00UTC, 斐濟氣象局升格15F為一級熱帶氣旋, 並命名為Kofi(科菲)。
3月2日下午(國際時間), 科菲離開斐濟氣象局監測範圍, 進入南緯25度以南的新西蘭氣象局監測範圍。
3月3日, 新西蘭氣象局升格科菲為二級熱帶氣旋。
3月4日, 新西蘭氣象局降格科菲為一級熱帶氣旋。
3月5日, 新西蘭氣象局定性科菲為副熱帶氣旋。同日12:00UTC, 新西蘭氣象局定性科菲為溫帶氣旋。

### 強烈熱帶氣旋露西（Lusi）
3月7日, 斐濟氣象局升格一個位於南緯17度, 東經173度的低壓區為熱帶擾動，並給予編號18F。
3月9日, 斐濟氣象局升格18F為熱帶低氣壓。
3月10日上午(國際時間), 斐濟氣象局升格18F為一級熱帶氣旋, 並命名為Lusi(露西)。同日00:00UTC, 聯合颱風警報中心升格盧西為熱帶風暴, 並編號為18P。
3月11日上午(國際時間), 斐濟氣象局升格露西為二級熱帶氣旋。
3月12日06:00UTC, 聯合颱風警報中心升格露西為一級颶風。
3月13日, 斐濟氣象局升格露西為三級強烈熱帶氣旋。同日12:00UTC, 斐濟氣象局降格露西為二級熱帶氣旋; 同時聯合颱風警報中心降格露西為熱帶風暴。
露西在同日12:00UTC越過南緯25度, 進入由新西蘭氣象局負責的區域。
3月14日00:00UTC, 新西蘭氣象局定性露西為副熱帶氣旋, 但中心風力仍然相當於二級熱帶氣旋。
3月16日, 副熱帶氣旋露西以50節的風力從北面橫過新西蘭南島塔斯曼, 並為南島及首都威靈頓為來烈風及雨量。根據由新西蘭氣象局對新西蘭本土的惡劣天氣警告(16/3 下午8:13發出)之內容, 南島北部及首都惠靈頓曾受到達130km/h的陣風吹襲, 累積雨量達到120毫米。
同日18:00UTC, 新西蘭氣象局將露西定性為溫帶氣旋。

### 熱帶氣旋麥克（Mike）
3月18日, 斐濟氣象局對一個位於熱帶低氣壓19F東南方、南緯19度, 西經159度的新低壓區給予編號21F, 並定性為熱帶低氣壓。
3月19日06:00UTC, 斐濟氣象局升格21F為一級熱帶氣旋, 並命名為Mike(麥克)。同時, 聯合颱風警報中心升格麥克為熱帶風暴, 並編號為20P。
同日晚上(國際時間), 麥克越過南緯25度, 進入由新西蘭氣象局負責的區域, 當時新西蘭氣象局已定性麥克為副熱帶氣旋。
隨後幾日, 副熱帶氣旋麥克向南橫過南太平洋, 並大致維持中心風力35節的強度。
3月24日00:00UTC, 新西蘭氣象局將麥克定性為溫帶氣旋。

## 其他熱帶氣旋
除了被命名的熱帶氣旋外，還有一些沒被命名的熱帶低氣壓和被聯合颱風警報中心認為是熱帶風暴的熱帶氣旋。以下列出那些熱帶氣旋的資料。

### 熱帶擾動01F
10月19日一熱帶擾動於萬那杜北方海面生成，FMS給予編號01F，美國海軍實驗室編號為94P。10月21日FMS與JTWC認為01F已消散。

### 熱帶低氣壓02F
10月21日聯合颱風警報中心發出熱帶氣旋形成警報(TCFA)。10月22日聯合颱風警報中心取消熱帶氣旋形成警報。

### 熱帶低氣壓09F
1月21日晚上(國際時間), 一熱帶擾動於南緯20度, 東經165度的南太平洋海面形成，FMS給予編號09F。
1月22日09:00UTC, FMS升格09F為熱帶低氣壓。
1月25日, FMS為09F發出最後報告。

### 熱帶擾動10F
1月22日09:00UTC, 一熱帶擾動於南緯12度, 東經172度左右的南太平洋海面形成，FMS給予編號10F。
1月24日晚上(國際時間), FMS停止向10F發出報告。

### 熱帶擾動11F
1月29日09:00UTC, 一熱帶擾動於南緯19度, 東經176度左右的南太平洋海面形成，FMS給予編號11F。
同日21:00UTC, FMS為11F發出最後報告。
1月30日凌晨(國際時間), 11F進入新西蘭氣象部門的監測範圍, 新西蘭隨即把11F定性為副熱帶低壓。
1月31日, 11F逐漸減弱消散。

### 熱帶擾動13F
2月16日, FMS升格一個位於南緯12度, 東經170度, 南太平洋海面上的低壓系統為熱帶擾動，並給予編號13F。
2月20日, FMS為13F發出最後報告。

### 熱帶低氣壓14F
2月24日, FMS升格一個位於南緯13度, 東經169度, 南太平洋海面上的低壓系統為熱帶擾動，並給予編號14F。
2月25日, FMS升格14F為熱帶低氣壓。
2月26日, FMS停止向14F發出報告。

### 熱帶擾動16F
2月27日, FMS升格一個位於南緯14度, 東經160度的低壓系統為熱帶擾動，並給予編號16F。
同日06:00UTC, FMS為16F發出最後報告。

### 熱帶擾動17F
3月7日, FMS升格一個位於南緯16度, 東經168度的低壓系統為熱帶擾動，並給予編號17F。
3月9日, FMS停止向17F發出報告。

### 熱帶低氣壓19F
3月13日, FMS升格一個位於南緯15度, 西經170度的低壓系統為熱帶擾動，並給予編號19F。
3月17日06:00UTC, FMS升格19F為熱帶低氣壓。
3月19日, FMS停止向19F發出報告。

### 熱帶擾動20F (Hadi)
3月12日, 來自澳洲海域的熱帶氣旋哈迪的殘餘進入東經160度以西的FMS監測區域, FMS給予編號20F, 並定性為熱帶擾動。
3月18日, FMS停止對20F發出報告。

## 風暴名稱
本年未用名稱以灰色表示，黑體字表示今年已經使用過，粗體名稱表示該風暴活躍中，橙色表示下一個即將使用的熱帶氣旋名稱。
| - Ian - June - Kofi - Lusi - Mike | - Nute（未用） - Odile（未用） - Pam（未用） - Reuben（未用） - Solo（未用） |

## 內部連結
- 2013年太平洋颱風季
- 2013年太平洋颶風季
- 2013年大西洋颶風季
- 2013年北印度洋氣旋季
- 2014年太平洋颱風季
- 2014年太平洋颶風季
- 2014年大西洋颶風季
- 2014年北印度洋氣旋季
- 2013－2014年西南印度洋熱帶氣旋季
- 2013－2014年澳洲地區熱帶氣旋季

## 外部連結
- World Meteorological Organization
- Fiji Meteorological Service (RSMC Nadi)
- Meteorological Service of New Zealand (TCWC Wellington)（页面存档备份，存于）
- Joint Typhoon Warning Center (JTWC)（页面存档备份，存于）